# José María Justo Cos y Macho

José María Justo Cos y Macho (6 de agosto de 1838 – 17 de dezembro de 1919) foi um cardeal espanhol da Igreja Católica Romana que serviu como arcebispo de Valladolid de 1901 até sua morte, e foi elevado ao cardinalato em 1911.

## Biografia
José Cos nasceu em Terán, Cabuérniga, Cantábria, e foi batizado na paróquia de Santa Eulália três dias depois, em 9 de agosto de 1838. Estudou no Colégio Jesuíta de Segura, no Seminário de Monte Corbán, em Santander, e na Universidade de Salamanca, onde obteve seu doutorado em teologia. Cos foi ordenado sacerdote em setembro de 1862 e concluiu seus estudos em 1864. Lecionou no Seminário Conciliar de Santander de 1862 a 1865 e tornou-se cônego magister da Catedral de Oviedo em 1865. Foi nomeado secretário do bispo Sebastián Espinosa de los Monteros em 1882 e arquidiácono do capítulo da catedral de Córdoba em 1884, que mais tarde trocou pelo cargo de cônego maestreescuela do capítulo da catedral de Oviedo.
Em 10 de junho de 1886, Cos foi nomeado Bispo de Mondoñedo pelo Papa Leão XIII. Recebeu a consagração episcopal no dia 12 de setembro seguinte do Arcebispo Victoriano Guisasola y Rodríguez, tendo como co-consagradores os Bispos Ramón Martínez Vigil, e José Mazarrasa y Rivas, na Catedral de Oviedo. Cos foi promovido a Arcebispo de Santiago de Cuba em 14 de fevereiro de 1889 e serviu como senador do Reino Espanhol de 1891 até sua morte. Posteriormente, foi nomeado Bispo de Madrid-Alcalá (com o título pessoal de "Arcebispo") em 11 de junho de 1892, e Arcebispo de Valladolid em 18 de abril de 1901.
O Papa Pio X o criou Cardeal Presbítero de Santa Maria del Popolo no consistório de 27 de novembro de 1911. Cos foi um dos cardeais eleitores que participaram do conclave papal de 1914, que selecionou o Papa Bento XV. Entre a morte de Joaquín Beltrán y Asensio em 3 de novembro de 1917 e a nomeação de Enrique Pla y Deniel em 4 de dezembro de 1918, ele serviu como Administrador Apostólico de Ávila.
O cardeal Cos morreu de broncopneumonia em Valladolid, aos 81 anos. Ele está enterrado na catedral metropolitana de Valladolid.